# Chicago-Marathon 1994
| 17. Chicago-Marathon    | 17. Chicago-Marathon                |
| ----------------------- | ----------------------------------- |
| Stadt                   | Chicago, Vereinigte Staaten         |
| Datum                   | 30. Oktober 1994                    |
| Distanz                 | 42,195 Kilometer                    |
| Sieger                  |                                     |
| Männer                  | Luíz Antônio dos Santos (2:11:16 h) |
| Frauen                  | Kristy Johnston (2:31:34 h)         |
| ← Chicago-Marathon 1993 | Chicago-Marathon 1995 →             |
| Website                 | Offizielle Website                  |

Der Chicago-Marathon 1994 (offiziell: LaSalle Bank Chicago-Marathon 1994) war die 17. Ausgabe der jährlich stattfindenden Laufveranstaltung in Chicago, Vereinigte Staaten. Der Marathonlauf fand am 30. Oktober 1994 statt.
Bei den Männern gewann Luíz Antônio dos Santos in 2:11:16 h, bei den Frauen Kristy Johnston in 2:31:34 h.

## Ergebnisse

### Männer
| Platz | Athlet                  | Land               | Zeit (h) |
| ----- | ----------------------- | ------------------ | -------- |
| 01    | Luíz Antônio dos Santos | Brasilien          | 2:11:16  |
| 02    | Ed Eyestone             | Vereinigte Staaten | 2:11:51  |
| 03    | Patrick Muturi          | Kenia              | 2:12:56  |
| 04    | Ovidio Castilla         | Mexiko             | 2:13:09  |
| 05    | Don Janicki             | Vereinigte Staaten | 2:13:21  |
| 06    | Hector De Jesus         | Mexiko             | 2:13:35  |
| 07    | Jeff Jacobs             | Vereinigte Staaten | 2:13:44  |
| 08    | Alejandro Cruz          | Mexiko             | 2:14:33  |
| 09    | Carey Nelson            | Kanada             | 2:15:21  |
| 10    | Daniel Martinez         | Vereinigte Staaten | 2:16:07  |

### Frauen
| Platz | Athletin         | Land               | Zeit (h) |
| ----- | ---------------- | ------------------ | -------- |
| 01    | Kristy Johnston  | Vereinigte Staaten | 2:31:34  |
| 02    | Gitte Karlshoj   | Dänemark           | 2:31:57  |
| 03    | Elaine Van Blunk | Vereinigte Staaten | 2:32:25  |
| 04    | Trina Painter    | Vereinigte Staaten | 2:35:21  |
| 05    | Lisa Weidenbach  | Vereinigte Staaten | 2:36:35  |
| 06    | Joan Benoit      | Vereinigte Staaten | 2:37:09  |
| 07    | Maria Trujillo   | Vereinigte Staaten | 2:37:25  |
| 08    | Ingmarie Nilsson | Schweden           | 2:39:43  |
| 09    | Ljubow Klotschko | Ukraine            | 2:40:09  |
| 10    | Amy Legacki      | Vereinigte Staaten | 2:40:18  |